# Ante Marković
Ante Marković (Servo-croata cirílico: Анте Марковић; Konjic, 25 de novembro de 1924 – Zagreb, 28 de novembro de 2011)   foi um político, empresário e engenheiro croata e iugoslavo. Ele é mais notável por ter servido como o último primeiro-ministro da Iugoslávia de 1989 a 1991. 

## Biografia
Marković foi um croata bósnio, nascido em Konjic, então parte do Reino dos Sérvios, Croatas e Eslovenos, atualmente na Bósnia e Herzegovina, em uma família de camponeses pobres. Em 1943, ele se juntou ao Partido Comunista da Iugoslávia e lutou com os guerrilheiros iugoslavos na Segunda Guerra Mundial.  Ele se formou em engenharia elétrica pelo Departamento Eletrotécnico da Faculdade Técnica da Universidade de Zagreb em 1954. Permaneceu em Zagreb, onde foi diretor da Rade Končar Industrial Works de 1961 a 1984. 

## Carreira política

### Presidente da Croácia
Em 1986, ele se tornou Presidente da Presidência da República Socialista da Croácia, substituindo Michael Marković. Ele ocupou o cargo até 1988, quando foi substituído por Ivo Latin. 

### Primeiro-ministro da Iugoslávia

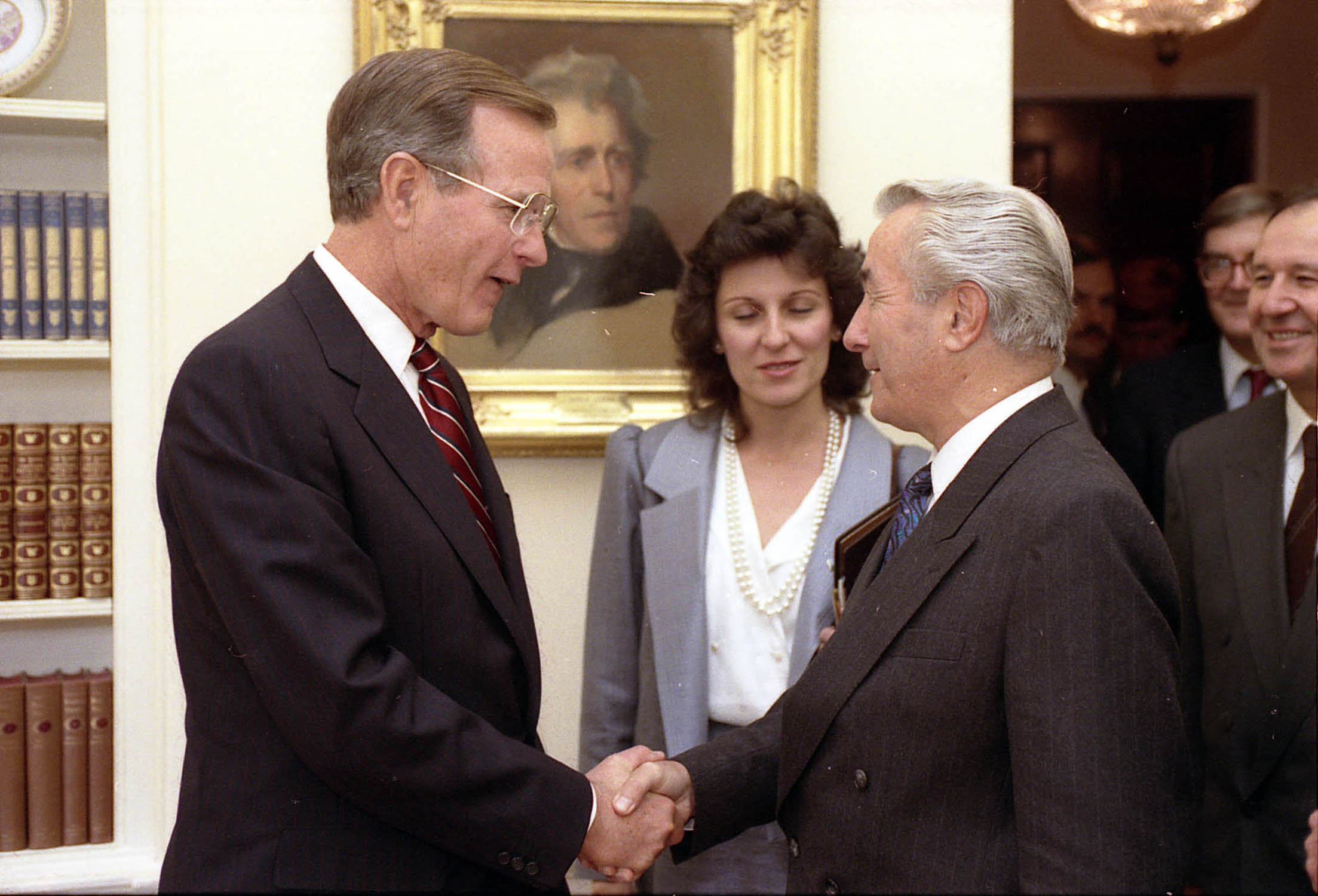
Marković se encontra com o presidente dos EUA, George H. W. Bush, na Casa Branca, 1989

Ele se tornou primeiro-ministro em março de 1989, após a renúncia de Branko Mikulić. Depois que essa decisão se tornou pública, os EUA anteciparam a cooperação porque Marković era conhecido por "favorecer reformas orientadas para o mercado"  – a BBC declarou que ele é "o melhor aliado de Washington na Iugoslávia".  No final do ano, Marković lançou um novo e ambicioso programa de reformas econômicas sem precedentes, incluindo o estabelecimento de uma taxa de câmbio fixa, a privatização de empresas sociais falidas, bem como um programa de liberalização comercial. O resultado de suas reformas econômicas foi a interrupção da inflação, levando a um aumento no padrão de vida da Iugoslávia. No entanto, o efeito de curto prazo das reformas econômicas empreendidas por Marković levou ao declínio do setor industrial da Iugoslávia. Inúmeras falências ocorreram quando empresas de propriedade social lutaram para competir em um ambiente de mercado mais livre, um fato posteriormente usado contra Marković por muitos de seus oponentes. Em 1990, a taxa anual de crescimento do PIB havia caído para -7,5%. 

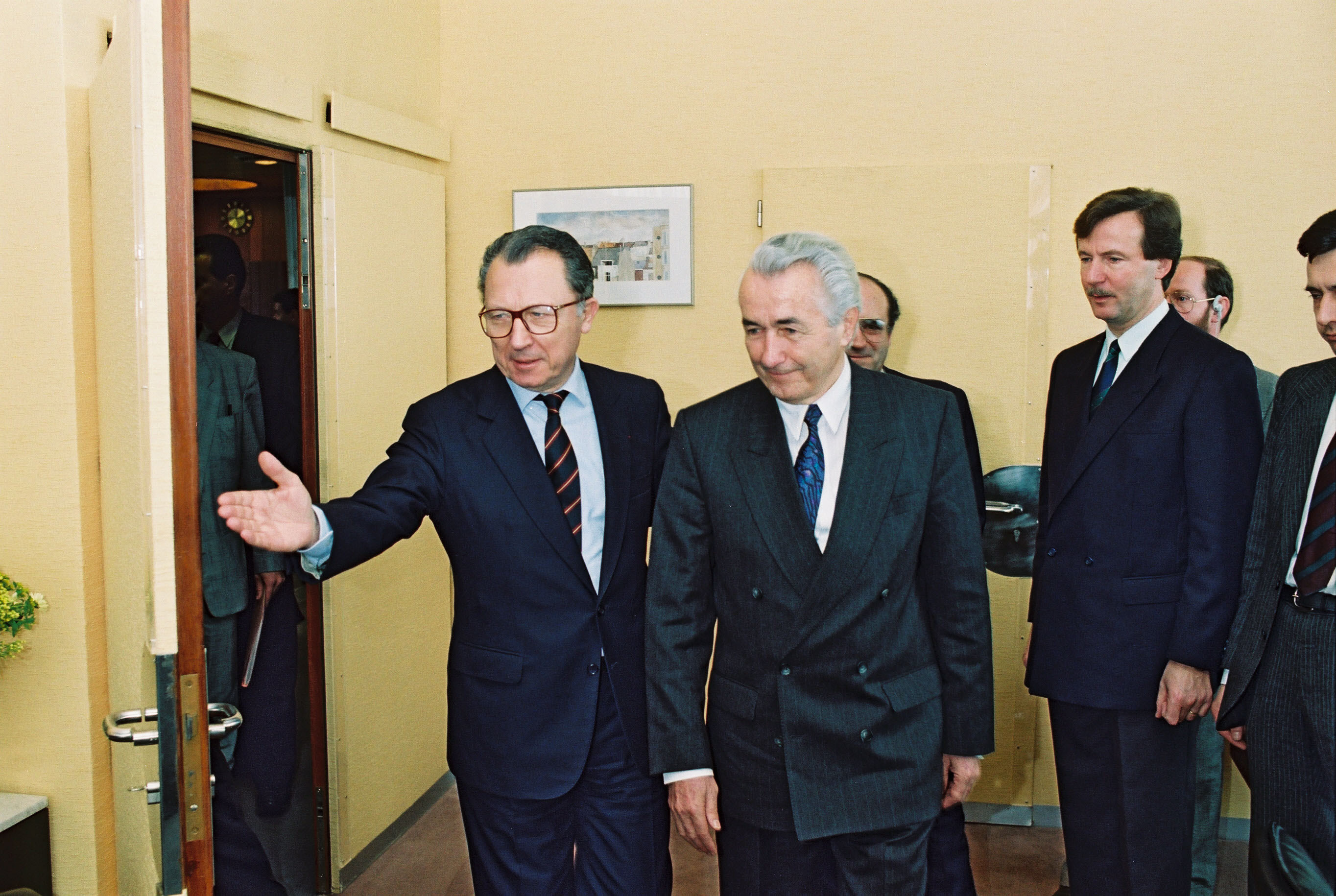
Encontro de Marković com o Presidente da Comissão Europeia Jacques Delors em Bruxelas, 8 de março de 1990

Marković foi o político mais popular na Iugoslávia e deve sua popularidade à sua imagem de um político moderno de estilo ocidental. Ele se tornou uma figura política de destaque para aqueles que queriam que a Iugoslávia fosse transformada em uma federação moderna e democrática. Marković também manteve sua popularidade ficando longe de disputas cada vez mais virulentas dentro da liderança da Liga dos Comunistas da Iugoslávia ou tentando atuar como mediador entre várias repúblicas. 
Quando a Liga dos Comunistas da Iugoslávia se desfez em janeiro de 1990, Marković tinha apenas sua popularidade e o aparente sucesso de seu programa econômico a seu favor. Em julho de 1990, ele formou a União das Forças Reformistas da Iugoslávia (Savez reformskih snaga), um partido político que apoiava uma Federação Iugoslava mais centralizada e a adesão à Comunidade Europeia. 

Esta decisão não foi bem recebida. Borisav Jović, então Presidente da Presidência da Iugoslávia, comentou:
A conclusão geral é que Ante Markovic não é mais aceitável ou confiável para nós. Ninguém mais tem dúvidas de que ele é o braço estendido dos Estados Unidos em termos de derrubar qualquer um que pense em socialismo, e foi através dos nossos votos que o nomeamos Primeiro-Ministro na Assembleia. Ele está jogando o jogo mais perigoso da traição.
Jović concluiu que Marković:
foi sem dúvida o criador mais activo da destruição da nossa economia e, em grande medida, um participante significativo na dissolução da Jugoslávia. Outros, quando se vangloriaram de ter desmembrado a Iugoslávia, quiseram assumir esse papel infame, mas em todos esses aspectos nunca chegaram perto do que fez Marković, que se declarou o protagonista da sobrevivência da Iugoslávia.
Mais tarde o seu programa foi sabotado por Slobodan Milošević que:
tinha praticamente selado o fracasso de Markovic em dezembro de 1990, ao garantir secretamente um empréstimo ilegal no valor de US$ 1,7 bilhões do principal banco da Sérvia para facilitar sua reeleição naquele mês. O empréstimo minou o programa de austeridade económica de Markovic, anulando o progresso que tinha sido feito no sentido de controlar a taxa de inflação do país. 
Christopher Bennet, em Yugoslavia's Bloody Collapse, declarou: 
Muito simplesmente, o banco imprimiu todo o dinheiro que Milošević sentiu que precisava para ser reeleito e o tamanho do “empréstimo” tornou-se claro algumas semanas depois, quando a inflação disparou novamente em todo o país. À medida que a economia retomou a sua queda, Marković sabia que a sua empresa tinha fracassado [...] 
A autoridade do governo federal foi ainda mais diminuída por movimentos secessionistas na Eslovênia e na Croácia. Nos últimos meses de seu mandato, Marković tentou encontrar um meio-termo entre os separatistas e aqueles que exigiam que a Iugoslávia permanecesse uma entidade única. Seus esforços, embora favorecidos pelos governos da Bósnia e Herzegovina e da Macedônia, acabaram fracassando, porque o Exército Popular Iugoslavo, que deveria servir aos interesses da governança de alto nível, ficou do lado de Milošević. Frustrado e politicamente impotente, Marković contou ao seu gabinete, em Setembro de 1991, o que tinha recolhido de uma escuta telefónica que lhe chegou às mãos, que detalhava um plano para dividir a Bósnia e Herzegovina: 
A linha foi claramente estabelecida [entre o governo sérvio, o exército e os políticos sérvios na Bósnia]. Eu sei porque ouvi Slobodan Milošević dar ordem a Radovan Karadžić para entrar em contacto com o General Uzelac e ordenar, na sequência das decisões da reunião da hierarquia militar, que as armas fossem distribuídas e que o TO de Krajina e da Bósnia fosse armado e utilizado na realização do plano RAM.
Antes de renunciar em dezembro de 1991, Markovic endossou o Plano Carrington para transformar a Iugoslávia em uma confederação frouxa de estados como um meio de evitar uma nova escalada das Guerras Iugoslavas. No final, todos os seus esforços falharam em impedir a desintegração violenta da Iugoslávia. 

## Tentativa de assassinato
Aproximadamente ao meio-dia de 7 de outubro de 1991, Marković se encontrou com Stjepan Mesić, então presidente da Presidência da Iugoslávia e Franjo Tuđman, então presidente da Croácia no Banski dvori.  O objetivo da reunião era persuadir Marković a deixar seu cargo como chefe do governo federal iugoslavo e endossar a independência da Croácia. No entanto, a persuasão deixou Marković imperturbável e tranquilo. Os três então foram para o escritório do presidente para a sobremesa. Pouco depois, o Exército Popular Iugoslavo tentou assassinar Marković junto com a liderança democraticamente eleita da Croácia com um ataque de decapitação em Banski dvori. Marković imediatamente culpou o ministro da defesa iugoslavo, Veljko Kadijević, e recusou-se a retornar a Belgrado até que Kadijević renunciasse ao cargo. 

## Vida pós-1991
Após a dissolução da Iugoslávia, Marković desapareceu dos olhos do público e decidiu trabalhar na Áustria como consultor econômico. Em 1993, houve rumores de que ele seria a escolha de Tuđman para primeiro-ministro croata, aparentemente devido à sua experiência econômica. O cargo acabou indo para Nikica Valentić, que estabeleceu muitas das mesmas reformas econômicas que Marković fez enquanto primeiro-ministro. 
No início dos anos 2000, ele trabalhou como consultor econômico do governo macedônio. No final dos anos 2000, ele trabalhou como consultor econômico do governo da Bósnia e Herzegovina. 
Marković também se dedicou à carreira empresarial e passou a maior parte do tempo em Sarajevo, construindo prédios de apartamentos de luxo e pequenas usinas hidrelétricas. 
Ele compareceu como testemunha no julgamento de Slobodan Milošević no TPIJ em 2003.  Essa aparição quebrou seus 12 anos de silêncio; depois desse depoimento, ele deu uma entrevista à revista de notícias Globus, sediada em Zagreb. Em seu depoimento, ele afirmou que Milošević estava obviamente se esforçando para esculpir uma Grande Sérvia a partir das ruínas da Iugoslávia. Ele também revelou que tanto Milošević como Tuđman lhe confirmaram que em Março de 1991, em Karađorđevo, fizeram um acordo para dividir a Bósnia e Herzegovina.  Milošević respondeu culpando Marković pela intervenção do Exército Iugoslavo na Eslovênia.  Marković negou ter ordenado a intervenção na Eslovênia, afirmando que tal estava fora do seu mandato como primeiro-ministro da Iugoslávia. 
Marković morreu nas primeiras horas de 28 de novembro de 2011, após uma curta doença, aos 87 anos.  Ante Marković foi enterrado em Dubrovnik. Seu funeral contou com a presença do ex-presidente croata Stjepan Mesić, do presidente da Republika Srpska Milorad Dodik, do cineasta Emir Kusturica entre muitos outros. O Sabor croata (parlamento) também enviou suas condolências à família de Ante Marković.